# Gene-X
Gene-X è un manga scritto da Kentaro Fumizuki e disegnato da Masasumi Kakizaki. È stato pubblicato in tre volumi da Shogakukan dal 5 marzo al 5 agosto 2002. Un'edizione italiana è stata edita da Panini Comics dal 23 ottobre al 24 dicembre 2003.

## Trama
(Gene-X)
Yuji Taniguchi è un giovane studente come tanti, di indole onesta e buona e con la ferrea volontà di proteggere ad ogni costo la sua amica Miho. La sua vita viene sconvolta quando scopre di essere uno dei soggetti sperimentali per un bizzarro esperimento dell'organizzazione NOA. Assieme ad altre decine di ragazzi infatti ha subito l'impianto di un particolare gene, detto Ekidna (o Eki-DNA) dal nome del mostro mitologico Echidna, in grado di conferire al portatore le peculiarità di un animale (ali, agilità, veleno naturale etc.) e trasmissibile mediante i fluidi corporei (bevendo il sangue di un altro portatore si acquisiscono i poteri del suo gene X). Il senso dell'esperimento è quello di far scontrare tra loro i ragazzi in una gara mortale il cui ultimo sopravvissuto, dotato della più forte combinazione di geni, sarà il prototipo della nuova umanità.
Yuji però non vuole saperne ed userà i suoi geni, quelli della tigre dai denti a sciabola, solo per difendere sé stesso e la sua amica, senza aver l'intenzione di assorbire altri poteri e di perdere ancora di più la sua umanità. Sarà comunque più forte di tutti gli altri, che pure avranno assorbito geni in quantità.

## Volumi
| Nº | Titolo italiano | Data di prima pubblicazione | Data di prima pubblicazione |
| Nº | Titolo italiano | Giapponese                  | Italiano                    |
| 1  | Rivelazione     | 5 marzo 2002                | 23 ottobre 2003             |
| 2  | Tradimento      | 5 maggio 2002               | 13 novembre 2003            |
| 3  | Collasso        | 5 agosto 2002               | 24 dicembre 2003            |

## Curiosità
- Il libro "Animali Estinti" a cui si fa riferimento nel corso della storia è ispirato a un libro illustrato realmente esistente cioè Children, no cry scritto da Randolph Ward, ricercatore dell'istituto di medicina militare di Fort Derrick (Maryland) e pubblicato per la prima volta nel 1973 ma ritirato dopo soli 5 giorni dalla messa in vendita e messo al bando in 48 stati a causa di voci che affermavano che il libro era stato particolarmente apprezzato da Charles Manson, rinchiuso in prigione all'epoca dell'uscita del libro.